# Szlarnik żółty
Szlarnik żółty (Zosterops flavus)  – gatunek małego ptaka z rodziny szlarników (Zosteropidae). Słabo poznany ptak występujący punktowo na wybrzeżach wysp Morza Jawajskiego. Według IUCN jest gatunkiem zagrożonym.

## Systematyka
Pierwszego naukowego opisu taksonu dokonał amerykański zoolog Thomas Horsfield, nadając mu nazwę Dicaeum flavum. Opis ukazał się w 1821 roku w „Transactions of the Linnean Society of London”. Autor jako miejsce typowe wskazał wyspę Jawę. Gatunek monotypowy. Czasami takson ten był łączony z Zosterops chloris, Zosterops citrinella i Zosterops luteus, ale obecnie generalnie uważa się, że nie posiada on bliskich krewnych.

### Etymologia
- Zosterops (Fosterops): gr. ζωστηρ zōstēr, ζωστηρος zōstēros „pas”; ωψ ōps, ωπος ōpos „oko”[10].
- flavus:  łac. flavus – „złotożółty, żółtawy”[11].

## Morfologia
Mały ptak o szpiczastym, lekko zakrzywionym, średnio długim dziobie, górna szczęka w kolorze ciemnorogowym, dolna ołowianym. Nogi i stopy ołowianoniebieskie. Tęczówki jasnożółto-brązowe. Nie występuje dymorfizm płciowy. Obie płcie mają górne części ciała w kolorze od oliwkowozielonego do pirytowożółtego. Przednia część głowy żółta, tył oliwkowożółty, podobnie jak kark i górne części ciała. Wokół oczu średniej wielkości biała obrączka oczna. Gardło, podgardle i pierś żółte. pokrywy podogonowe żółte. Ogon dość krótki. Lotki skrzydeł i sterówki ogona brązowo-czarne z żółtozielonymi brzegami. Młode osobniki mają węższe obrączki oczne. Długość ciała 9,5 cm.

## Zasięg występowania
Szlarnik żółty występuje na nizinnych wybrzeżach kilku wysp okalających Morze Jawajskie: na zachodnim i południowym Borneo, wyspie Laut, północnej Jawie i Madurze. Zasięg występowania (EOO, Extent of Occurrence) według szacunków organizacji BirdLife International obejmuje około 17,7 tys. km².

## Ekologia
Głównym habitatem szlarnika żółtego są lasy namorzynowe oraz skraje lasów wzdłuż wybrzeża, spotykany jest także w ogrodach w nabrzeżnych miastach, na podmokłych plantacjach kokosów, uprawach ziół i zaroślach. Jest gatunkiem osiadłym. Dieta tego gatunku składa się głównie z niewielkich owadów i małych gąsienic. Żeruje w stadach od 10 do 40 osobników, czasami do 50 osobników. Preferuje kwiaty słodliwki pospolitej. Długość pokolenia jest określana na 2,4 roku.

### Rozmnażanie
Rozród stwierdzono w maju, ale na zachodniej Jawie wiele par z podlotami obserwowano pod koniec lipca, a na południowym Borneo podlota i osobnika młodocianego widziano w sierpniu. Gniazdo w kształcie niewielkiej miseczki zbudowane jest z cienkich źdźbeł traw, wyścielone drobnymi łodygami, a od zewnątrz pokryte pajęczyną. Umieszczone jest na wysokości 1 m nad ziemią. W lęgu 2, czasami 3 bladoniebieskie jaja o rozmiarze 15,4 na 11,4 mm. Brak informacji o okresie inkubacji i czasie przebywania piskląt w gnieździe.

## Status zagrożenia
W Czerwonej księdze gatunków zagrożonych Międzynarodowej Unii Ochrony Przyrody szlarnik żółty jest klasyfikowany jako gatunek zagrożony (EN, ang. Endangered). Liczebność populacji nie została oszacowana, ale ptak ten jest opisywany jako rzadki. BirdLife International ocenia trend liczebności populacji jako silnie spadkowy z powodu niszczenia i fragmentacji siedlisk.